# رومئو کاستلن
رومئو کاستلن (هلندی: Romeo Castelen؛ زادهٔ ۳ مهٔ ۱۹۸۳) بازیکن فوتبال اهل هلند بود.
از باشگاه‌هایی که در آن بازی کرده‌است می‌توان به باشگاه فوتبال فاینورد، باشگاه فوتبال والویک، باشگاه فوتبال ادو دن هاخ، باشگاه فوتبال ولگا نیژنی نووگورود، باشگاه ورزشی هامبورگ، و باشگاه فوتبال وسترن سیدنی واندررز اشاره کرد.
وی همچنین در تیم ملی فوتبال هلند بازی کرده‌است.